# Václav Kropáček

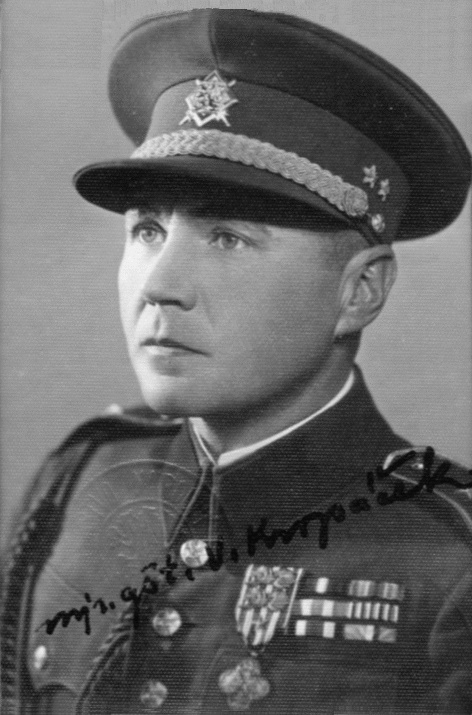
Václav Kropáček

Václav Kropáček (* 22. Juni 1898 in Soběkury; † 13. Dezember 1943 in Dresden) war ein tschechoslowakischer Soldat, Legionär, Oberst des Generalstabs in der Tschechoslowakischen Armee sowie als führendes Mitglied der Widerstandsgruppe Obrana národa eine Persönlichkeit des tschechoslowakischen Widerstandes 1939–1945 gegen den Nationalsozialismus.

## Leben
Nach dem Besuch des Gymnasiums in Pilsen wurde Kropáček im Mai 1916 als Freiwilliger an die Ostfront (zuerst an die russische und dann an die italienische Front), wo er am 20. August 1917 in die Gefangenschaft geriet. Er meldete sich in die Tschechoslowakischen Legionen, wo er erfolgreich als Späher gegen die österreichische Armee eingesetzt wurde. Mitte Dezember 1918 kehrte er als Oberleutnant zurück in die Tschechoslowakei, wo er insbesondere in der Slowakei diente, vor allem ab 1920 bis 1927 in Košice. 1927–1930 studierte er an der Vysoká škola válečná (Kriegshochschule) in Prag und wurde am Verteidigungsministerium tätig, 1936 legte er die Prüfung zum Oberstleutnant (Podplukovník) des Generstabs.
Nach der Besetzung des Landes durch die Wehrmacht 1939 schloss sich Kropáček der Widerstandsorganisation Obrana národa an und beteiligte sich an der zentralen Führung der Gruppe. Er organisierte die Emigration von gefährdeten Soldaten nach Ausland und gehörte zu engen Mitarbeitern Generäle Sergěj Ingr, Josefa Bílý und Alois Eliáš sowie des Oberst Čeněk Kudláček. Außer dass er der politischen Abteilung der Obrana národa vorsaß und für politische und Presseangelegenheiten zuständig war, war Kropáček der stellvertretende Generalstabschef der Organisation.
Bereits am 14. Dezember 1939 wurde Kropáček durch die Gestapo verhaftet und nach harten Verhören unter anderem zwei Jahre im Gefängnis Pankrác inhaftiert; am 1. August 1943 wurde er in die Haftanstalt Bautzen verlegt und danach nach Dresden, wo er vor dem Volksgerichtshof am 27. Oktober 1943 wegen Hochverrat und Landesverrat zum Tode verurteilt wurde. Sein Verteidiger Egon Kubuschok wurde nach der Verteidigung von Kropáček aus dem Nationalsozialistischen Rechtswahrerbund (dem Deutschen Anwaltsverein in der NS-Zeit) ausgeschlossen. Die Hinrichtung fand am 13. Dezember 1943 statt.
Václav Kropáček wurde 1947 in memoriam in den Rang eines Obersts des Generalstabs befördert.

## Familie
Während seiner Dienstzeit in Košice lernte er seine Ehefrau Božena kennen (Mädchenname Opělová, nach der zweiten Heirat ihrer Mutter dann Pavlisková), die er im Januar 1924 heiratete und mit ihr drei Kinder hatte.
Obwohl Václav Kropáček, ihr Ehemann, von der Gestapo verhaftet wurde und im Gefängnis saß und sie Kinder zu versorgen hatte, hat Božena Kropáčková mit einigem Risiko mit dem Widerstand zusammengearbeitet. Eine Bekannte von ihr, die bereits zwei gesuchte Fallschirmspringer der Operation Anthropoid in ihrer Wohnung versteckte, sprach sie an und fragte, ob sie einen weiteren Fallschirmspringer unterbringen könnte. Božena Kropáčková, die bereits Kleidung und Essen für die beiden Agenten besorgte, sagte sofort zu, und versteckte vom 5. Mai 1942 bis zum 5. Juni 1942 in ihrer Wohnung den Anführer der Operation Out Distance, Oberleutnant Adolf Opálka.
Für diese Tätigkeit erhielt Kropáčková am 5. November 1945 die tschechoslowakische Tapferkeitsmedaille. Nach der kommunistischen Machtergreifung von 1948 wurde sie jedoch vom September 1948 bis Februar 1949 inhaftiert, verhört und der illegalen antistaatlichen Tätigkeit beschuldigt, darunter auch einem angeblichen Versuch, den inhaftierten ehemaligen Minister Prokop Drtina entführen zu wollen. Im Prozess gegen eine angebliche Gruppe mit insgesamt 24 Mitgliedern, in dem auch ein Todesurteil gesprochen wurde, wurde sie am 12. Februar 1949 jedoch freigesprochen.

## Auszeichnungen
- Tschechoslowakisches Kriegskreuz 1914–1918
- Tschechoslowakische Revolutionsmedaille
- Tschechoslowakische Siegesmedaille
- Ritter der Ehrenlegion (Chevalier de la Légion d’Honneur)
- Orden der Krone von Jugoslawien
- Tschechoslowakisches Kriegskreuz 1939 (in memoriam)